# Саламатов, Никита Васильевич
Ники́та Васи́льевич Салама́тов (род. 23 февраля 1994, Москва, Россия) — российский футболист, полузащитник.

## Карьера

### Клубная
Воспитанник ДЮСШ «Москва». В 2011—2014 годах выступал за молодёжную команду московского «Локомотива», но в основной состав клуба пробиться не смог. Летом 2014 года подписал контракт с «Химками». В августе 2015 года перешёл в подольский «Витязь». В 2016 году защищал цвета фарм-клуба петербургского «Зенита». В феврале 2017 года был арендован ростовским СКА. В июне того же года пополнил ряды «Тюмени». В августе 2019 года подписал контракт с «Сочи», вместе с которым вышел в Премьер-лигу. По окончании сезона покинул клуб и перешёл в «Луч». Летом 2020 года пополнил ряды «Тамбова». Единственный матч в Премьер-лиге провёл 4 июля против московского «Спартака» (3:2). В октябре того же года подписал контракт с «Иртышом». В 2022 году защищал цвета костромского «Спартака». В феврале 2023 года перешёл в «Знамя».

### В сборной
В 2012 году играл за юношескую сборную России до 19. В 2014—2016 годах вызывался в молодёжную сборную России, в составе которой стал победителем Кубка Содружества 2016.

## Достижения
- Победитель Кубка Содружества: 2016
- Серебряный призёр Первой лиги: 2018/19